# Eugène Tricoteaux
Eugène Tricoteaux, né le 27 septembre 1876 à Longchamps (Aisne) et mort le 31 août 1933 à Saint-Quentin (Aisne), est un homme politique français.

## Biographie
Ouvrier coiffeur, Tricoteaux entre dans l'action militante par le biais du syndicalisme, devenant notamment un proche d'Alexandre Luquet.
C'est après la création de la SFIO qu'il se tourne vers l'action politique. Conseiller municipal socialiste de Saint-Quentin en 1910, conseiller d'arrondissement deux ans plus tard, il est très actif pendant l'occupation de la ville par les troupes allemandes durant la Première Guerre mondiale, ce qui lui vaut d'être arrêté et incarcéré en Belgique.
Il ne peut revenir à Saint-Quentin qu'en 1918, pour retrouver une ville largement détruite par la guerre.
Élu maire en 1919, il s'attèle à la reconstruction. Son action est suffisamment appréciée pour qu'il soit réélu en 1925 et 1929.
En 1928, il est élu député de l'Aisne. Bien que son attitude pendant la grève des ouvriers du textile de 1930 ait été jugée sévèrement par nombre d'ouvriers, il retrouve cependant son siège de député en 1932.
Il décède brutalement en cours de mandat.